# Хван Йон Чхо
Хван Йон Чхо (кор. 황영조, 黃永祚; нар. 22 березня 1970, Канвон, Південна Корея) — південнокорейський легкоатлет, що спеціалізувався на марафонському бігу, олімпійський чемпіон 1992 року.

## Кар'єра
| Рік                        | Змагання                   | Місто                      | Місце                      | Дисципліна                 | Примітки                   |
| Представник Південна Корея | Представник Південна Корея | Представник Південна Корея | Представник Південна Корея | Представник Південна Корея | Представник Південна Корея |
| -------------------------- | -------------------------- | -------------------------- | -------------------------- | -------------------------- | -------------------------- |
| 1991                       | Універсіада                | Шеффілд, Велика Британія   | 1                          | марафонський біг           | 2:12:40                    |
| 1992                       | Олімпійські ігри           | Барселона, Іспанія         | 1                          | марафонський біг           | 2:13:23                    |
| 1994                       | Азійські ігри              | Хіросіма, Японія           | 1                          | марафонський біг           | 2:11:13                    |